# Referendum abrogativi in Italia del 1995
I referendum abrogativi in Italia del 1995 si tennero l'11 giugno ed ebbero ad oggetto dodici distinti quesiti.

## Storia

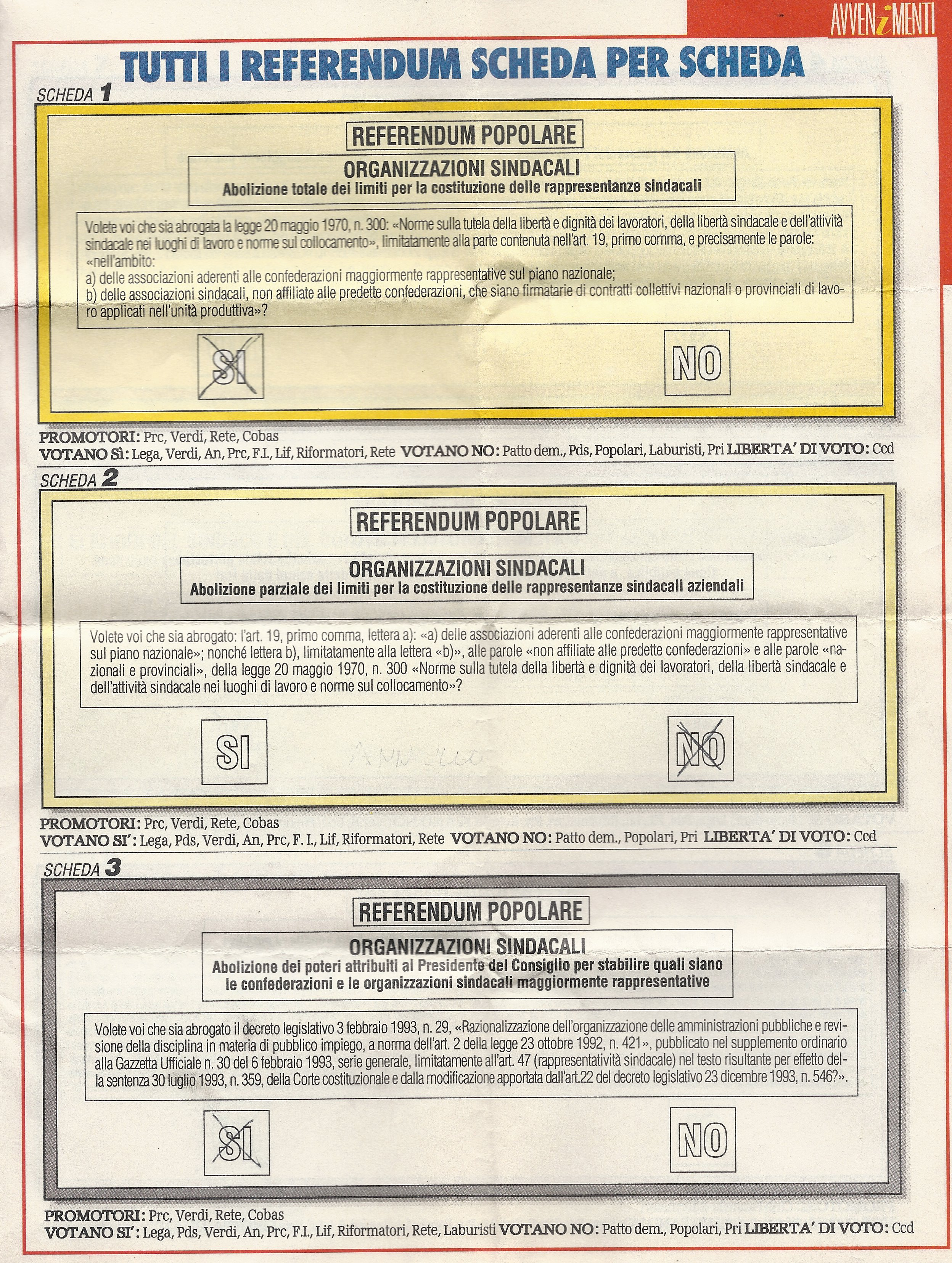
Tutti i referendum scheda per scheda (inserto de Avvenimenti)

Nel 1994 dopo la legge elettorale "Mattarella" approvata dal Parlamento, il Movimento dei Club Pannella-Riformatori tornava a raccogliere le firme su un pacchetto di referendum incentrati su una nuova proposizione dei quesiti abrogativi delle leggi elettorali di Camera, Senato e Comuni; inoltre i Radicali in quell'occasione proponevano una serie di referendum definiti di "rivoluzione liberale": un fronte di lotta che ha impegnato il partito nel corso di tutti gli anni Novanta.
In un appello radicale del marzo 1994, che invitava gli elettori a votare "sì" ai 13 referendum per i quali si erano raccolti oltre 9 milioni di firme, si leggeva: «quesiti referendari, che impongono tutti un'opzione fra destatalizzazione e assistenzialismo, fra tutela della dignità del cittadino-contribuente-consumatore-utente e mantenimento dell'attuale parastatalismo (e collateralismo con il regime politico), fra transizione verso regole nuove e mero nuovismo all'interno della vecchia logica assistenzialista che ha generato corruzione e inefficienza. La sfida, si rivolge non solo al “pubblico” ma anche al “privato”, alla società civile e all'imprenditoria, che dopo decenni di collusione non sempre trasparente con il potere politico deve saper dimostrare sul campo le capacità di efficienza ed equità di cui ancora troppo astrattamente e benignamente gli si fa credito. Sulla base di questi contenuti (idonei a inaugurare anche in Italia la stagione della cultura politica liberale sin qui mancata) è auspicabile si vengano a profilare le future contrapposizioni partitiche dentro il prossimo parlamento e nella società italiana».
In vista delle elezioni politiche del 1994, Forza Italia, la nuova formazione politica creata da Silvio Berlusconi, diveniva il principale interlocutore delle battaglie radicali: tuttavia Berlusconi non mantenne gli impegni presi con il Movimento dei Club Pannella-Riformatori e non impegnò il suo partito nella campagna referendaria.
I quesiti che dovevano abrogare l'orario degli esercizi commerciali, la pubblicità dalla Rai, la tesoreria unica, il sostituto d'imposta, il servizio sanitario nazionale, la cassa integrazione straordinaria, la legge elettorale della Camera e del Senato, furono dichiarati inammissibili dalla Corte Costituzionale.
Gli italiani furono chiamati alle urne l'11 giugno 1995.

## Quesiti

### Rappresentanze sindacali (richiesta massimale)
Liberalizzazione delle rappresentanze sindacali (abolizione del monopolio confederale).
Promosso dal Movimento dei consigli unitari e sostenuto da SLAI Cobas, "Essere Sindacato" (ala sinistra della CGIL), Rifondazione Comunista, Verdi, La Rete.
Quesito: "Volete voi l'abrogazione della legge 20 maggio 1970, n. 300 'Norme sulla tutela della libertà e dignità dei lavoratori, della libertà sindacale e della attività sindacale nei luoghi di lavoro e norme sul collocamento', limitatamente alla parte contenuta nell'articolo 19, comma 1, e precisamente le parole:
'nell'ambito:
a) delle associazioni aderenti alle confederazioni maggiormente rappresentative sul piano nazionale;
b) delle associazioni sindacali, non affiliate alle predette confederazioni, che siano firmatarie di contratti collettivi nazionali o provinciali di lavoro applicati nell'unità produttiva'?"

### Rappresentanze sindacali (richiesta minimale)
Rappresentanze sindacali nella contrattazione pubblica: modifica dei criteri di rappresentanza in modo che questa vada anche alle organizzazioni di base.
Promosso dal Movimento dei consigli unitari e sostenuto da Cobas, "Essere Sindacato" (ala sinistra della CGIL), Rifondazione Comunista, Verdi, La Rete.
Quesito: "Volete voi l'abrogazione dell'articolo 19, primo comma, lett. a) : ' a) delle associazioni aderenti alle confederazioni maggiormente rappresentative sul piano nazionale;', nonché lettera b) limitatamente alla lett. ' b)', alle parole 'non affiliate alle predette confederazioni' e alle parole 'nazionali o provinciali', della legge 20 maggio 1970, n. 300 'Norme sulla tutela della libertà e dignità dei lavoratori, della libertà sindacale e dell'attività sindacale nei luoghi di lavoro e norme sul collocamento'?"

### Contrattazione pubblico impiego
Contrattazione collettiva nel pubblico impiego: abrogazione della norma sulla rappresentatività per i contratti del pubblico impiego.
Promosso dal Movimento dei consigli unitari e sostenuto da Cobas, "Essere Sindacato" (ala sinistra della CGIL), Rifondazione Comunista, Verdi, La Rete.
Quesito: "Volete che sia abrogato il decreto legislativo 3 febbraio 1993, n. 29 (Razionalizzazione dell'organizzazione delle amministrazioni pubbliche e revisione della disciplina in materia di pubblico impiego, a norma dell'articolo 2 della legge 23 ottobre 1992, n. 421), pubblicato sul supplemento ordinario alla Gazzetta Ufficiale n. 30 del 6 febbraio 1993, serie generale, limitatamente all'articolo 47 (rappresentatività sindacale)?"

### Soggiorno cautelare
Abrogazione della norma sul soggiorno cautelare per gli imputati di reati di mafia.
Referendum promosso da Radicali e Lega Nord.
Quesito: "Volete voi che sia abrogato l'art. 25-quater del d.-l. 8 giugno 1992, n. 306, recante 'Modifiche urgenti al nuovo codice di procedura penale e provvedimenti di contrasto alla criminalità" , nel testo introdotto dalla legge di conversione 7 agosto 1992, n. 356 (e così come modificato dalla legge 24 luglio 1993, n. 256, recante 'Modifica dell'istituto del soggiorno obbligato e dell'art. 2-ter della legge 31 maggio 1965, n. 575') e nel testo risultante dalla sentenza depositata il 7 dicembre 1994, n. 419 della Corte Costituzionale, che ha dichiarato l'illegittimità costituzionale dell'art. 25-quater, primo comma, nella parte in cui non prevede che il Procuratore Nazionale Antimafia può disporre con decreto motivato il soggiorno cautelare soltanto in via provvisoria, con l'obbligo di chiedere contestualmente l'adozione del provvedimento definitivo al Tribunale, ai sensi dell'art. 4 della legge 27 dicembre, 1956 n. 1423 e successive modificazioni, il quale decide, a pena di decadenza, nei termini e con le procedure previste dall'anzidetto art. 4 della legge medesima, nonché del quinto comma della stessa disposizione?"

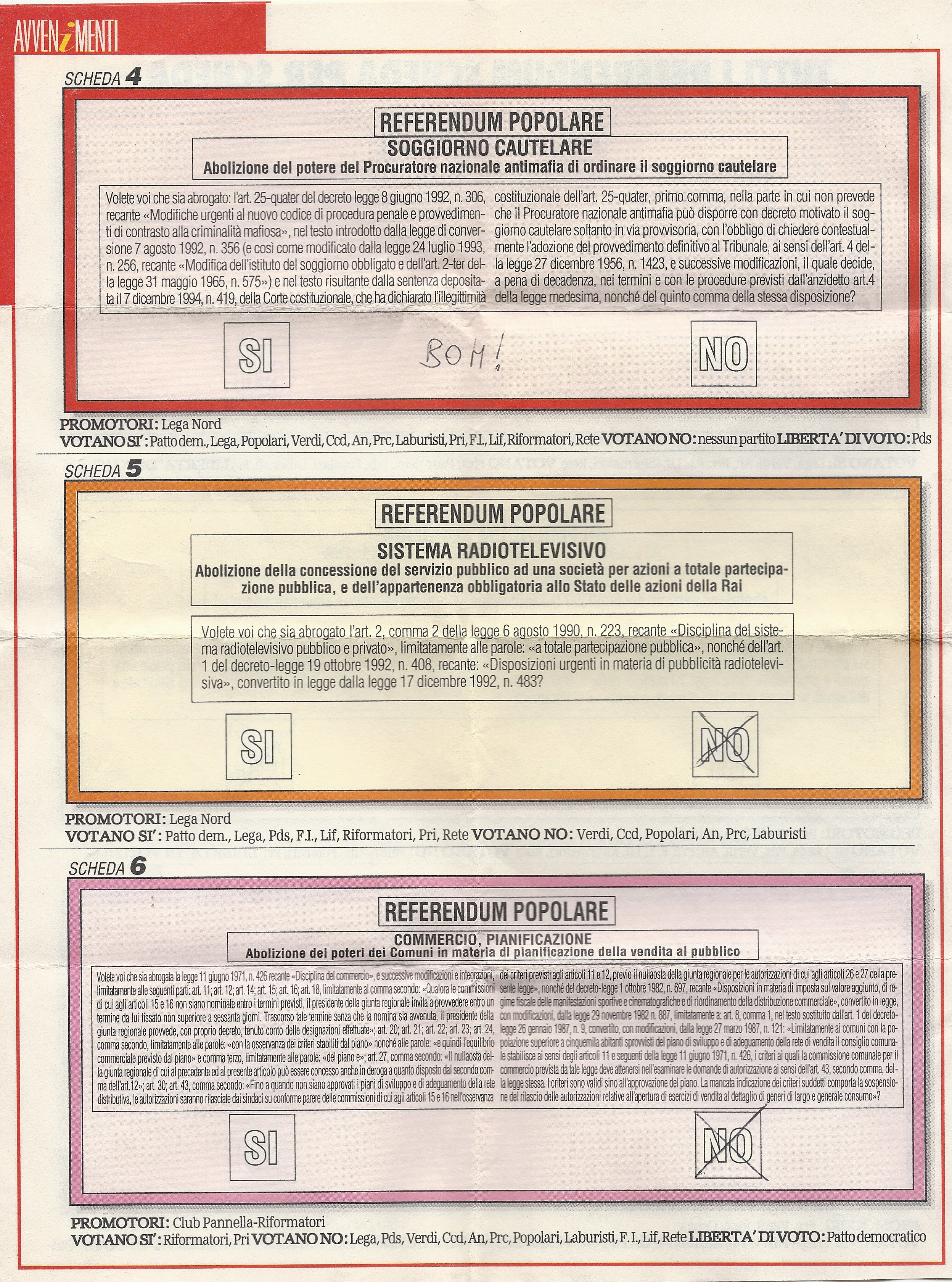
Tutti i referendum scheda per scheda (inserto de Avvenimenti)

### Privatizzazione della RAI
Abrogazione di norme che dispongono la esclusiva proprietà pubblica della Rai, al fine di rendere possibile un'eventuale privatizzazione. Promosso dai Radicali e Lega Nord.
Quesito: Volete Voi l'abrogazione:
a) dell'art. 2, comma 2, della legge 6 agosto 1990, n. 223, recante "Disciplina del sistema radiotelevisivo pubblico e privato", limitatamente alle parole "a totale partecipazione pubblica";
b) dell'art. 1 del decreto legge 19 ottobre 1992, n. 408, convertito, con modificazioni, nella legge 17 dicembre 1992, n. 483, recante "Disposizioni urgenti in materia di pubblicità radiotelevisiva"?

### Autorizzazione al commercio
Abrogazione della norma che sottopone ad autorizzazione amministrativa il commercio. Promosso dai Radicali.
Quesito: "Volete voi che sia abrogata la legge 11 giugno 1971, n. 426, recante "Disciplina del commercio" e successive modificazioni e integrazioni, limitatamente alle seguenti parti:
articolo 11; articolo 12; articolo 14; articolo 15; articolo 16; articolo 18, limitatamente al comma 2: "Qualora le commissioni di cui agli articoli 15 e 16 non siano nominate entro i termini previsti, il Presidente della Giunta regionale invita a provvedere entro un termine da lui fissato non superiore a sessanta giorni. Trascorso tale termine senza che la nomina sia avvenuta, il Presidente della Giunta regionale provvede con proprio decreto, tenuto conto delle designazioni effettuate"; articolo 20; articolo 21; articolo 22; articolo 23; articolo 24, comma 2, limitatamente alle parole: "con la osservanza dei criteri stabiliti dal piano" nonché alle parole: "e quindi l'equilibrio commerciale previsto dal piano" e comma 3, limitatamente alle parole: "del piano e"; articolo 27, comma 2: "Il nullaosta della Giunta regionale di cui al precedente ed al presente articolo può essere concesso anche in deroga a quanto disposto dal secondo comma dell'articolo 12"; articolo 30; articolo 43, comma 2: "Fino a quando non siano approvati i piani di sviluppo e di adeguamento della rete distributiva, le autorizzazioni saranno rilasciate dai sindaci su conforme parere delle commissioni di cui agli articoli 15 e 16 nell'osservanza dei criteri previsti agli articoli 11 e 12, previo il nullaosta della Giunta regionale per le autorizzazioni di cui agli articoli 26 e 27 della presente legge";
nonché il decreto-legge 1º ottobre 1982, n. 697, recante "Disposizioni in materia di imposta sul valore aggiunto, di regime fiscale delle manifestazioni sportive e cinematografiche e di riordinamento della distribuzione commerciale", convertito in legge, con modificazioni, dalla legge 29 novembre 1982, n. 887, limitatamente a: articolo 8, comma 1, nel testo sostituito dall'art. 1 del decreto-legge 26 gennaio 1987, n. 9, convertito, con modificazioni, dalla legge 27 marzo 1987, n. 121: "Limitatamente ai comuni con popolazione superiore a 5.000 abitanti sprovvisti del piano di sviluppo e di adeguamento della rete di vendita il consiglio comunale stabilisce ai sensi degli articoli 11 e seguenti della legge 11 giugno 1971, n. 426, i criteri ai quali la commissione comunale per il commercio prevista da tale legge deve attenersi nell'esaminare le domande di autorizzazione ai sensi dell'articolo 43, secondo comma, della legge stessa. I criteri sono validi sino all'approvazione del piano. La mancata indicazione dei criteri suddetti comporta la sospensione del rilascio delle autorizzazioni relative all'apertura di esercizi di vendita al dettaglio di generi di largo e generale consumo. "?"

### Trattenute contributi sindacali
Abrogazione della norma che impone la contribuzione sindacale automatica ai lavoratori.
Referendum promosso da Radicali.
Quesito: "Volete Voi l'abrogazione della legge 20 maggio 1970, n. 300, recante "Norme sulla tutela della libertà e dignità dei lavoratori, della libertà sindacale e dell'attività sindacale nei luoghi di lavoro e norme sul collocamento" limitatamente a:
articolo 26, comma 2: "Le associazioni sindacali dei lavoratori hanno diritto di percepire, tramite ritenuta sul salario nonché sulle prestazioni erogate per conto degli enti previdenziali, i contributi che i lavoratori intendono loro versare, con modalità stabilite dai contratti collettivi di lavoro, che garantiscono la segretezza del versamento effettuato dal lavoratore a ciascuna associazione sindacale" e comma 3: "Nelle aziende nelle quali il rapporto di lavoro non è regolato da contratti collettivi, il lavoratore ha diritto di chiedere il versamento del contributo sindacale all'associazione da lui indicata
nonché il decreto legislativo 16 aprile 1994, n. 297, recante 'Approvazione del testo unico delle disposizioni legislative vigenti in materia di istruzione, relativa alle scuole di ogni ordine e grado', limitatamente all'art. 594?"

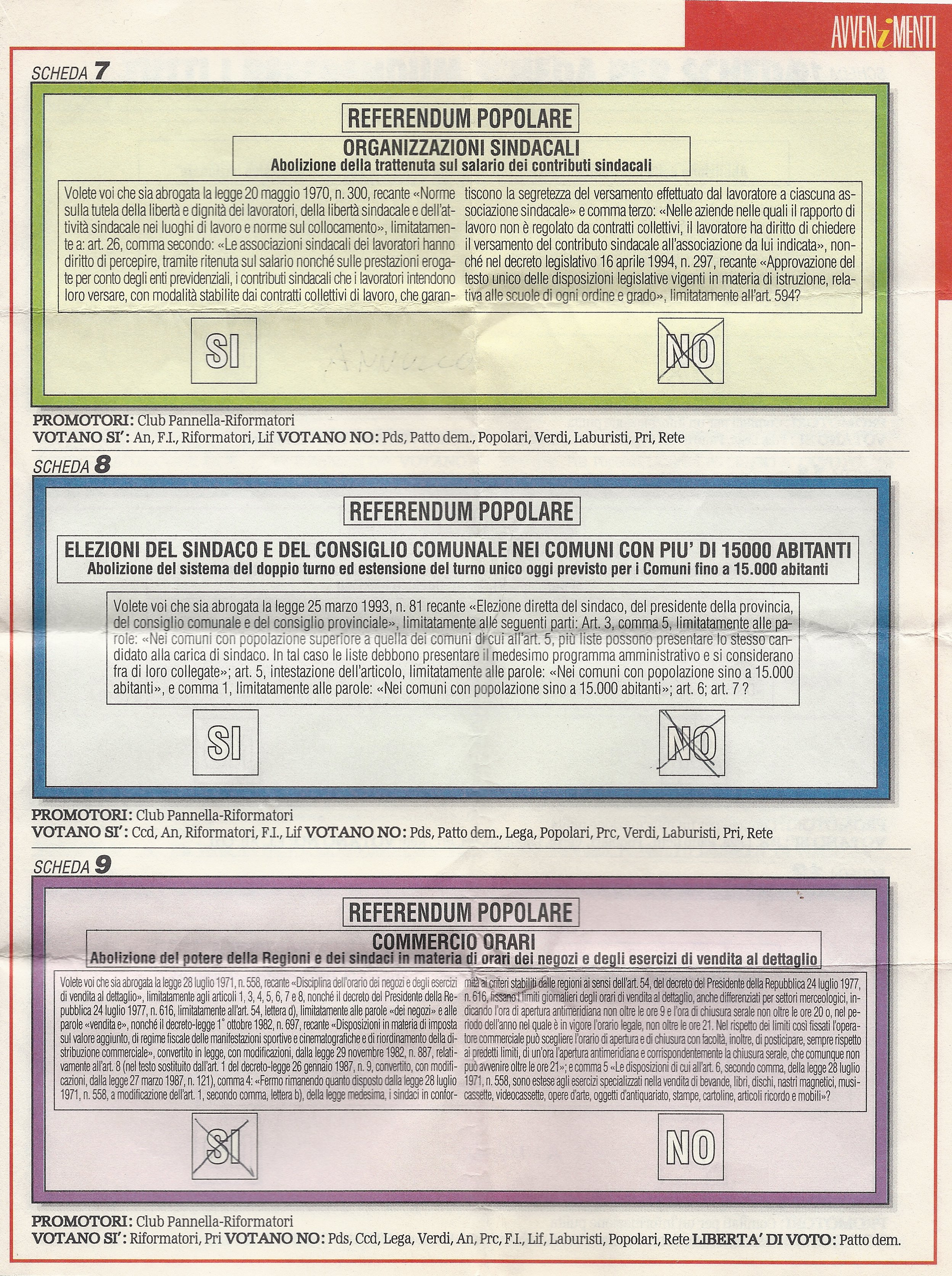
Tutti i referendum scheda per scheda (inserto de Avvenimenti)

### Legge elettorale comuni
Legge elettorale per i comuni con popolazione superiore a 15.000 abitanti: estensione ai Comuni più grandi dell'elezione diretta del sindaco già prevista per i piccoli. Promosso dai Radicali.
Quesito: "Volete voi che sia abrogata la legge 25 marzo 1993, n. 81 recante "Elezione diretta del sindaco, del presidente della provincia, del consiglio comunale e del consiglio provinciale", limitatamente alle seguenti parti:
Articolo 3, comma quinto, limitatamente alle parole: "Nei comuni con popolazione superiore a quella dei comuni di cui all'art. 5, più liste possono presentare lo stesso candidato alla carica di sindaco. In tal caso le liste debbono presentare il medesimo programma amministrativo e si considerano fra di loro collegate.";
Articolo 5, intestazione dell'articolo, limitatamente alle parole: "nei comuni con popolazione sino a 15.000 abitanti."; comma primo, limitatamente alle parole: "Nei comuni con popolazione sino a 15.000 abitanti,";
Articolo 6;
Articolo 7;?"

### Orari esercizi commerciali
Abrogazione della norma che impedisce la liberalizzazione degli orari dei negozi. Promosso dai Radicali.
Quesito: "Volete voi che sia abrogata la legge 28 luglio 1971, n. 558 recante "Disciplina dell'orario dei negozi e degli esercizi di vendita al dettaglio", limitatamente agli articoli 1, 3, 4, 5, 6, 7 e 8; nonché il d.P.R. 24 luglio 1977, n. 616, limitatamente all'articolo 54, lettera d), limitatamente alle parole "dei negozi", e alle parole "vendita e"; nonché il decreto-legge 1º ottobre 1982, n. 697, recante "Disposizioni in materia di imposta sul valore aggiunto, di regime fiscale delle manifestazioni sportive e cinematografiche e di riordinamento della distribuzione commerciale", convertito in legge, con modificazioni, dalla legge 29 novembre 1982, n. 887, relativamente all'articolo 8, (nel testo sostituito dall'articolo 1 del decreto-legge 26 gennaio 1987 n. 9, convertito, con modificazioni, dalla legge 27 marzo 1987 n. 121) comma 4: "Fermo rimanendo quanto disposto dalla legge 28 luglio 1971, n. 558, a modificazione dell'articolo 1, secondo comma, lettera b), della legge medesima, i sindaci, in conformità ai criteri stabiliti dalle regioni ai sensi dell'articolo 54 del d.P.R. 24 luglio 1977, n. 616, fissano i limiti giornalieri degli orari di vendita al dettaglio, anche differenziati per settori merceologici, indicando l'ora di apertura antimeridiana non oltre le ore 9 e l'ora di chiusura serale non oltre le ore 20 o, nel periodo dell'anno nel quale è in vigore l'ora legale, non oltre le ore 21. Nel rispetto dei limiti così fissati l'operatore commerciale può scegliere l'orario di apertura e di chiusura con facoltà, inoltre, di posticipare, sempre rispetto ai predetti limiti, di un'ora l'apertura antimeridiana e corrispondentemente la chiusura serale, che comunque non può avvenire oltre le ore 21"; comma 5: "Le disposizioni di cui all'articolo 6, secondo comma, della legge 28 luglio 1971, n. 558, sono estese agli esercizi specializzati nella vendita di bevande, libri, dischi, nastri magnetici, musicassette, videocassette, opere d'arte, oggetti d'antiquariato, stampe, cartoline, articoli ricordo e mobili. "?"

### Concessioni televisive nazionali
Abrogazione delle norme che consentono la concentrazione di due reti televisive. Promosso da esponenti di alcune associazioni di volontariato, ambientaliste e di promozione culturale come il Mo.V.I. (Movimento di Volontariato Italiano), Legambiente, ACLI e ARCI; i primi firmatari e presentatori furono i segretari nazionali o i presidenti di queste associazioni.
Quesito: "Volete voi che sia abrogato l'art. 15, comma 1, lettera b) limitatamente alle parole 'qualora si abbia il controllo di imprese editrici di quotidiani la cui tiratura superi l'8 per cento della tiratura complessiva dei giornali in Italia'; l'art. 15, comma 1, lettera c) 'di più di due concessioni per radiodiffusione televisiva in ambito nazionale, qualora si abbia il controllo di imprese editrici di quotidiani la cui tiratura complessiva sia inferiore a quella prevista dalla lettera b)'; assieme all'art. 15, comma 4, limitatamente alle parole 'sia' e 'televisiva che' della legge 6 agosto 1990, n. 223 pubblicata in Gazzetta Ufficiale 9 agosto 1990, n. 185 S.O., recante il titolo 'Disciplina del sistema radiotelevisivo pubblico e privato'?"

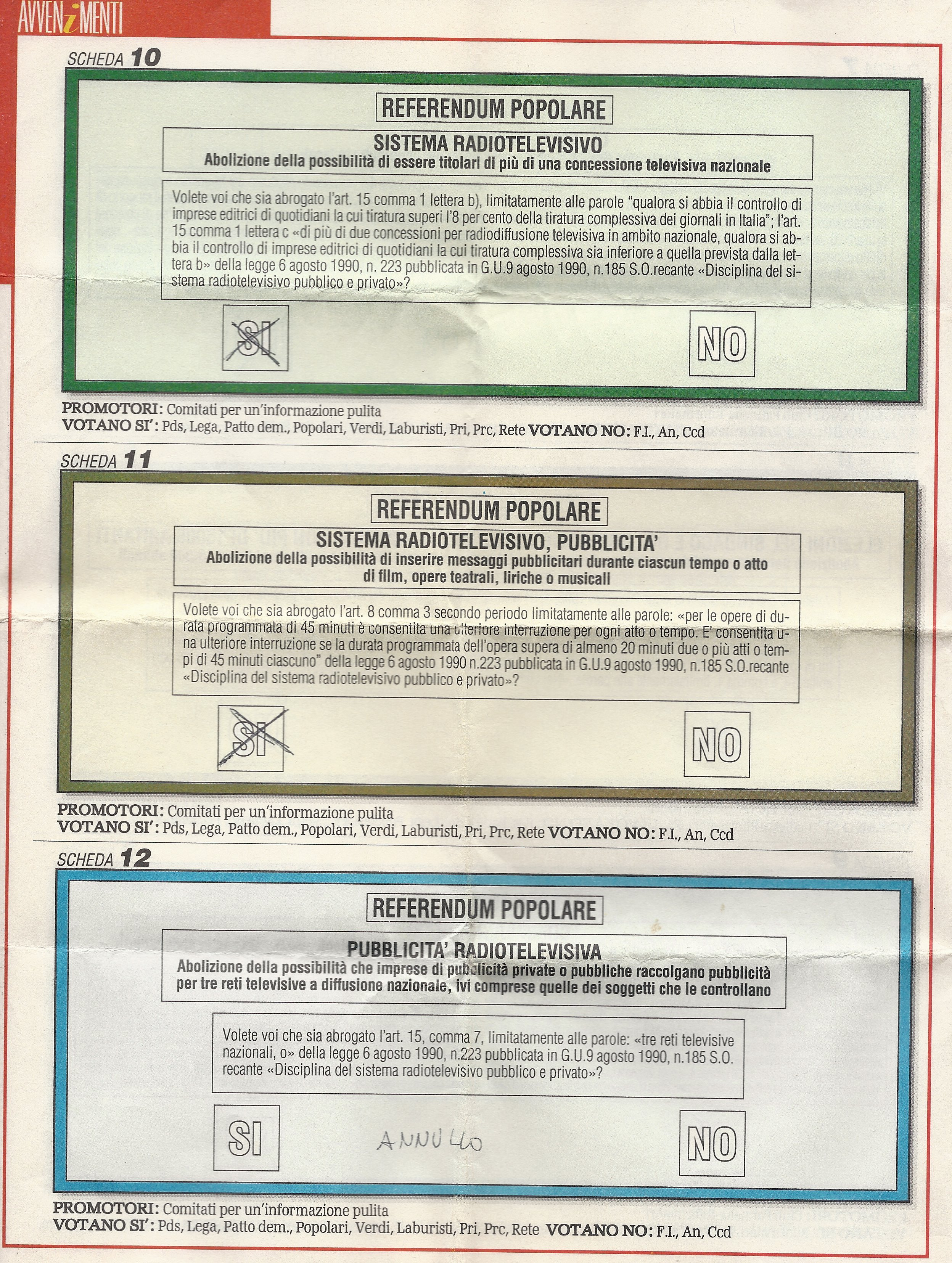
Tutti i referendum scheda per scheda (inserto de Avvenimenti)

### Interruzioni pubblicitarie
Abrogazione delle norme che consentono un certo numero di interruzioni pubblicitarie in tv. Promosso da esponenti di alcune associazioni di volontariato, ambientaliste e di promozione culturale come il Mo.V.I. (Movimento di Volontariato Italiano), Legambiente, ACLI e ARCI; i primi firmatari e presentatori furono i segretari nazionali o i presidenti di queste associazioni.
Quesito: "Volete voi che sia abrogato l'art. 8, comma 3, secondo periodo limitatamente alle parole "Per le opere di durata programmata superiore a quarantacinque minuti è consentita una ulteriore interruzione per ogni atto o tempo. È consentita una ulteriore interruzione se la durata programmata dell'opera supera di almeno venti minuti due o più atti o tempi di quarantacinque minuti ciascuno" della legge 6 agosto 1990, n. 223 pubblicata in Gazzetta Ufficiale 9 agosto 1990, n. 185 S.O. recante il titolo "Disciplina del sistema radiotelevisivo pubblico e privato'?"

### Raccolta pubblicità radiotelevisiva
Modifica del tetto massimo di raccolta pubblicitaria delle televisioni private. Promosso da esponenti di alcune associazioni di volontariato, ambientaliste e di promozione culturale come. il Mo.V.I. (Movimento di Volontariato Italiano), Legambiente, ACLI e ARCI; i primi firmatari e presentatori furono i segretari nazionali o i presidenti di queste associazioni.
Quesito: "Volete voi che sia abrogato l'art. 15, comma 7, primo periodo limitatamente alle parole "tre reti televisive nazionali, o" della legge 6 agosto 1990, n. 223 pubblicata in Gazzetta Ufficiale 9 agosto 1990, n. 185 S.O., recante il titolo "Disciplina del sistema radiotelevisivo pubblico e privato'?"

## Posizioni dei partiti
Si elencano di seguito le posizioni assunte dai principali partiti in merito ai quesiti:

### Rappresentanze sindacali (richiesta massimale)

#### Sí
- Rifondazione Comunista
- Federazione dei Verdi
- Lista Pannella Riformatori
- Forza Italia
- Alleanza Nazionale
- Lega Nord

#### No
- Partito Democratico della Sinistra
- La Rete
- Federazione Laburista
- Patto dei Democratici
- Partito Repubblicano Italiano
- Partito Popolare Italiano (Bianco)
- Partito Popolare Italiano (Buttiglione)

#### Libertà di Voto
- Centro Cristiano Democratico

### Rappresentanze sindacali (richiesta minima)

#### Sí
- Rifondazione Comunista
- Federazione dei Verdi
- Partito Democratico della Sinistra
- Lista Pannella Riformatori
- Forza Italia
- Alleanza Nazionale
- Lega Nord

#### No
- La Rete
- Federazione Laburista
- Patto dei Democratici
- Partito Repubblicano Italiano
- Partito Popolare Italiano (Bianco)
- Partito Popolare Italiano (Buttiglione)

#### Libertà di Voto
- Centro Cristiano Democratico

### Contrattazione pubblico impiego

#### Sí
- Rifondazione Comunista
- Federazione dei Verdi
- Partito Democratico della Sinistra
- La Rete
- Federazione Laburista
- Lista Pannella Riformatori
- Forza Italia
- Alleanza Nazionale
- Lega Nord

#### No
- Patto dei Democratici
- Partito Repubblicano Italiano
- Partito Popolare Italiano (Bianco)
- Partito Popolare Italiano (Buttiglione)

#### Libertà di Voto
- Centro Cristiano Democratico

### Soggiorno cautelare

#### Sí
- Lega Nord
- Lista Pannella Riformatori
- Partito della Rifondazione Comunista
- Federazione dei Verdi
- La Rete
- Federazione Laburista
- Patto dei Democratici
- Partito Repubblicano Italiano
- Partito Popolare Italiano (Bianco)
- Centro Cristiano Democratico
- Forza Italia
- Alleanza Nazionale

#### No
- Partito Popolare Italiano (Buttiglione)

#### Libertà di voto
- Partito Democratico della Sinistra

### Privatizzazione della RAI

#### Sí
- Lista Marco Pannella-Riformatori
- Lega Nord
- Partito Democratico della Sinistra
- Patto dei Democratici
- Partito Repubblicano Italiano
- Partito Popolare Italiano (Bianco)
- Forza Italia

#### No
- Rifondazione Comunista
- Federazione dei Verdi
- La Rete
- Federazione Laburista
- Partito Popolare Italiano (Buttiglione)
- Centro Cristiano Democratico
- Alleanza Nazionale

### Autorizzazione al commercio

#### Sí
- Lista Pannella Riformatori
- Partito Repubblicano Italiano

#### No
- Rifondazione Comunista
- Federazione dei Verdi
- Partito Democratico della Sinistra
- La Rete
- Federazione Laburista
- Partito Popolare Italiano (Bianco)
- Partito Popolare Italiano (Buttiglione)
- Centro Cristiano Democratico
- Forza Italia
- Alleanza Nazionale
- Lega Nord

#### Libertà di voto
- Patto dei Democratici

### Trattenute contributi sindacali

#### Sí
- Lista Pannella Riformatori
- Forza Italia
- Alleanza Nazionale

#### No
- Partito Democratico della Sinistra
- Federazione dei Verdi
- La Rete
- Federazione Laburista
- Patto dei Democratici
- Partito Repubblicano Italiano
- Partito Popolare Italiano (Bianco)
- Partito Popolare Italiano (Buttiglione)

#### Libertà di voto
- Rifondazione Comunista
- Centro Cristiano Democratico
- Lega Nord

### Legge elettorale comuni

#### Sí
- Lista Pannella Riformatori
- Centro Cristiano Democratico
- Forza Italia
- Alleanza Nazionale

#### No
- Rifondazione Comunista
- Federazione dei Verdi
- Partito Democratico della Sinistra
- La Rete
- Federazione Laburista
- Patto dei Democratici
- Partito Repubblicano Italiano
- Partito Popolare Italiano (Bianco)
- Partito Popolare Italiano (Buttiglione)
- Lega Nord

### Orari esercizi commerciali

#### Sí
- Lista Pannella Riformatori
- Partito Repubblicano Italiano

#### No
- Rifondazione Comunista
- Federazione dei Verdi
- Partito Democratico della Sinistra
- La Rete
- Federazione Laburista
- Patto dei Democratici
- Partito Repubblicano Italiano
- Partito Popolare Italiano (Bianco)
- Partito Popolare Italiano (Buttiglione)
- Forza Italia
- Alleanza Nazionale
- Lega Nord
- Centro Cristiano Democratico

### Concessioni televisive nazionali

#### Sí
- Rifondazione Comunista
- Federazione dei Verdi
- Partito Democratico della Sinistra
- La Rete
- Federazione Laburista
- Patto dei Democratici
- Partito Repubblicano Italiano
- Partito Popolare Italiano (Bianco)
- Lega Nord

#### No
- Forza Italia
- Lista Pannella-Riformatori
- Partito Popolare Italiano (Buttiglione)
- Centro Cristiano Democratico
- Alleanza Nazionale

### Interruzioni pubblicitarie

#### Sí
- Rifondazione Comunista
- Federazione dei Verdi
- Partito Democratico della Sinistra
- La Rete
- Federazione Laburista
- Patto dei Democratici
- Partito Repubblicano Italiano
- Partito Popolare Italiano (Bianco)
- Lega Nord

#### No
- Forza Italia
- Lista Pannella-Riformatori
- Partito Popolare Italiano (Buttiglione)
- Centro Cristiano Democratico
- Alleanza Nazionale

### Raccolta pubblicità radiotelevisiva

#### Sí
- Rifondazione Comunista
- Federazione dei Verdi
- Partito Democratico della Sinistra
- La Rete
- Federazione Laburista
- Patto dei Democratici
- Partito Repubblicano Italiano
- Partito Popolare Italiano (Bianco)
- Lega Nord

#### No
- Forza Italia
- Lista Pannella-Riformatori
- Partito Popolare Italiano (Buttiglione)
- Centro Cristiano Democratico
- Alleanza Nazionale

## Risultati

### Primo quesito
Rappresentanze sindacali (richiesta massimale).
| No                      | 12 305 693 | 50,03 |  |  |  |  |  |  |
| Sì                      | 12 291 330 | 49,97 |  |  |  |  |  |  |
| Totale                  | 24 597 023 | 100   |  |  |  |  |  |  |
|                         |            |       |  |  |  |  |  |  |
| Schede bianche          | 2 433 279  | 8,77  |  |  |  |  |  |  |
| Schede nulle            | 699 922    | 2,52  |  |  |  |  |  |  |
| Votanti                 | 27 730 224 | 57,22 |  |  |  |  |  |  |
| Elettori                | 48 458 754 |       |  |  |  |  |  |  |
|                         |            |       |  |  |  |  |  |  |
| Esito: Quorum raggiunto |            |       |  |  |  |  |  |  |

### Secondo quesito
Rappresentanze sindacali (richiesta minimale).
| Sì                      | 15 097 799 | 62,14 |  |  |  |  |  |  |
| No                      | 9 197 089  | 37,86 |  |  |  |  |  |  |
| Totale                  | 24 294 888 | 100   |  |  |  |  |  |  |
|                         |            |       |  |  |  |  |  |  |
| Schede bianche          | 2 675 273  | 9,66  |  |  |  |  |  |  |
| Schede nulle            | 732 178    | 2,64  |  |  |  |  |  |  |
| Votanti                 | 27 702 339 | 57,17 |  |  |  |  |  |  |
| Elettori                | 48 458 754 |       |  |  |  |  |  |  |
|                         |            |       |  |  |  |  |  |  |
| Esito: Quorum raggiunto |            |       |  |  |  |  |  |  |

### Terzo quesito
Contrattazione pubblico impiego.
| Sì                      | 15 676 385 | 64,68 |  |  |  |  |  |  |
| No                      | 8 562 040  | 35,32 |  |  |  |  |  |  |
| Totale                  | 24 238 425 | 100   |  |  |  |  |  |  |
|                         |            |       |  |  |  |  |  |  |
| Schede bianche          | 2 788 290  | 10,03 |  |  |  |  |  |  |
| Schede nulle            | 768 749    | 2,77  |  |  |  |  |  |  |
| Votanti                 | 27 795 464 | 57,36 |  |  |  |  |  |  |
| Elettori                | 48 458 754 |       |  |  |  |  |  |  |
|                         |            |       |  |  |  |  |  |  |
| Esito: Quorum raggiunto |            |       |  |  |  |  |  |  |

### Quarto quesito
Soggiorno cautelare.
| Sì                      | 15 373 288 | 63,68 |  |  |  |  |  |  |
| No                      | 8 768 941  | 36,32 |  |  |  |  |  |  |
| Totale                  | 24 142 229 | 100   |  |  |  |  |  |  |
|                         |            |       |  |  |  |  |  |  |
| Schede bianche          | 2 864 624  | 10,33 |  |  |  |  |  |  |
| Schede nulle            | 733 930    | 2,65  |  |  |  |  |  |  |
| Votanti                 | 27 740 783 | 57,25 |  |  |  |  |  |  |
| Elettori                | 48 458 754 |       |  |  |  |  |  |  |
|                         |            |       |  |  |  |  |  |  |
| Esito: Quorum raggiunto |            |       |  |  |  |  |  |  |

### Quinto quesito
Privatizzazione RAI.
| Sì                      | 13 736 435 | 54,90 |  |  |  |  |  |  |
| No                      | 11 286 527 | 45,10 |  |  |  |  |  |  |
| Totale                  | 25 022 962 | 100   |  |  |  |  |  |  |
|                         |            |       |  |  |  |  |  |  |
| Schede bianche          | 2 203 648  | 7,92  |  |  |  |  |  |  |
| Schede nulle            | 580 586    | 2,09  |  |  |  |  |  |  |
| Votanti                 | 27 807 196 | 57,38 |  |  |  |  |  |  |
| Elettori                | 48 458 754 |       |  |  |  |  |  |  |
|                         |            |       |  |  |  |  |  |  |
| Esito: Quorum raggiunto |            |       |  |  |  |  |  |  |

### Sesto quesito
Autorizzazione al commercio.
| No                      | 15 792 453 | 64,37 |  |  |  |  |  |  |
| Sì                      | 8 741 584  | 35,63 |  |  |  |  |  |  |
| Totale                  | 24 534 037 | 100   |  |  |  |  |  |  |
|                         |            |       |  |  |  |  |  |  |
| Schede bianche          | 2 587 737  | 9,33  |  |  |  |  |  |  |
| Schede nulle            | 617 688    | 2,23  |  |  |  |  |  |  |
| Votanti                 | 27 739 462 | 57,24 |  |  |  |  |  |  |
| Elettori                | 48 458 754 |       |  |  |  |  |  |  |
|                         |            |       |  |  |  |  |  |  |
| Esito: Quorum raggiunto |            |       |  |  |  |  |  |  |

### Settimo quesito
Trattenute contributi sindacali.
| Sì                      | 13 945 919 | 56,24 |  |  |  |  |  |  |
| No                      | 10 850 793 | 43,76 |  |  |  |  |  |  |
| Totale                  | 24 796 712 | 100   |  |  |  |  |  |  |
|                         |            |       |  |  |  |  |  |  |
| Schede bianche          | 2 403 721  | 8,66  |  |  |  |  |  |  |
| Schede nulle            | 553 033    | 1,99  |  |  |  |  |  |  |
| Votanti                 | 27 753 466 | 57,27 |  |  |  |  |  |  |
| Elettori                | 48 458 754 |       |  |  |  |  |  |  |
|                         |            |       |  |  |  |  |  |  |
| Esito: Quorum raggiunto |            |       |  |  |  |  |  |  |

### Ottavo quesito
Legge elettorale comuni.
| No                      | 12 452 250 | 50,60 |  |  |  |  |  |  |
| Sì                      | 12 154 969 | 49,40 |  |  |  |  |  |  |
| Totale                  | 24 607 219 | 100   |  |  |  |  |  |  |
|                         |            |       |  |  |  |  |  |  |
| Schede bianche          | 2 595 495  | 9,33  |  |  |  |  |  |  |
| Schede nulle            | 611 688    | 2,20  |  |  |  |  |  |  |
| Votanti                 | 27 814 402 | 57,40 |  |  |  |  |  |  |
| Elettori                | 48 458 754 |       |  |  |  |  |  |  |
|                         |            |       |  |  |  |  |  |  |
| Esito: Quorum raggiunto |            |       |  |  |  |  |  |  |

### Nono quesito
Orari esercizi commerciali.
| No                      | 15 646 779 | 62,60 |  |  |  |  |  |  |
| Sì                      | 9 348 000  | 37,40 |  |  |  |  |  |  |
| Totale                  | 24 994 779 | 100   |  |  |  |  |  |  |
|                         |            |       |  |  |  |  |  |  |
| Schede bianche          | 2 188 321  | 7,87  |  |  |  |  |  |  |
| Schede nulle            | 605 547    | 2,18  |  |  |  |  |  |  |
| Votanti                 | 27 788 647 | 57,34 |  |  |  |  |  |  |
| Elettori                | 48 458 754 |       |  |  |  |  |  |  |
|                         |            |       |  |  |  |  |  |  |
| Esito: Quorum raggiunto |            |       |  |  |  |  |  |  |

### Decimo quesito
Concessioni televisive nazionali.
| No                      | 15 357 997 | 56,93 |  |  |  |  |  |  |
| Sì                      | 11 620 613 | 43,07 |  |  |  |  |  |  |
| Totale                  | 26 978 610 | 100   |  |  |  |  |  |  |
|                         |            |       |  |  |  |  |  |  |
| Schede bianche          | 834 900    | 2,97  |  |  |  |  |  |  |
| Schede nulle            | 320 436    | 1,14  |  |  |  |  |  |  |
| Votanti                 | 28 133 946 | 58,06 |  |  |  |  |  |  |
| Elettori                | 48 458 754 |       |  |  |  |  |  |  |
|                         |            |       |  |  |  |  |  |  |
| Esito: Quorum raggiunto |            |       |  |  |  |  |  |  |

### Undicesimo quesito
Interruzioni pubblicitarie.
| No                      | 15 044 535 | 55,66 |  |  |  |  |  |  |
| Sì                      | 11 985 670 | 44,34 |  |  |  |  |  |  |
| Totale                  | 27 030 205 | 100   |  |  |  |  |  |  |
|                         |            |       |  |  |  |  |  |  |
| Schede bianche          | 803 308    | 2,85  |  |  |  |  |  |  |
| Schede nulle            | 330 565    | 1,17  |  |  |  |  |  |  |
| Votanti                 | 28 164 078 | 58,12 |  |  |  |  |  |  |
| Elettori                | 48 458 754 |       |  |  |  |  |  |  |
|                         |            |       |  |  |  |  |  |  |
| Esito: Quorum raggiunto |            |       |  |  |  |  |  |  |

### Dodicesimo quesito
Raccolta pubblicità radiotelevisiva.
| No                      | 15 161 934 | 56,41 |  |  |  |  |  |  |
| Sì                      | 11 713 935 | 43,59 |  |  |  |  |  |  |
| Totale                  | 26 875 869 | 100   |  |  |  |  |  |  |
|                         |            |       |  |  |  |  |  |  |
| Schede bianche          | 872 585    | 3,10  |  |  |  |  |  |  |
| Schede nulle            | 390 858    | 1,39  |  |  |  |  |  |  |
| Votanti                 | 28 139 312 | 58,07 |  |  |  |  |  |  |
| Elettori                | 48 458 754 |       |  |  |  |  |  |  |
|                         |            |       |  |  |  |  |  |  |
| Esito: Quorum raggiunto |            |       |  |  |  |  |  |  |